# Tuningen
Tuningen là một đô thị ở huyện Schwarzwald-Baar trong bang Baden-Württemberg, nước Đức.
Tuningen tọa lạc ở biên giới phía đông rừng Đen, khoảng 14 km về phía đông nam của Villingen-Schwenningen, 6 km về phía đông Bad Dürrheim và 5 km về phía tây nam Trossingen.